# 파괴

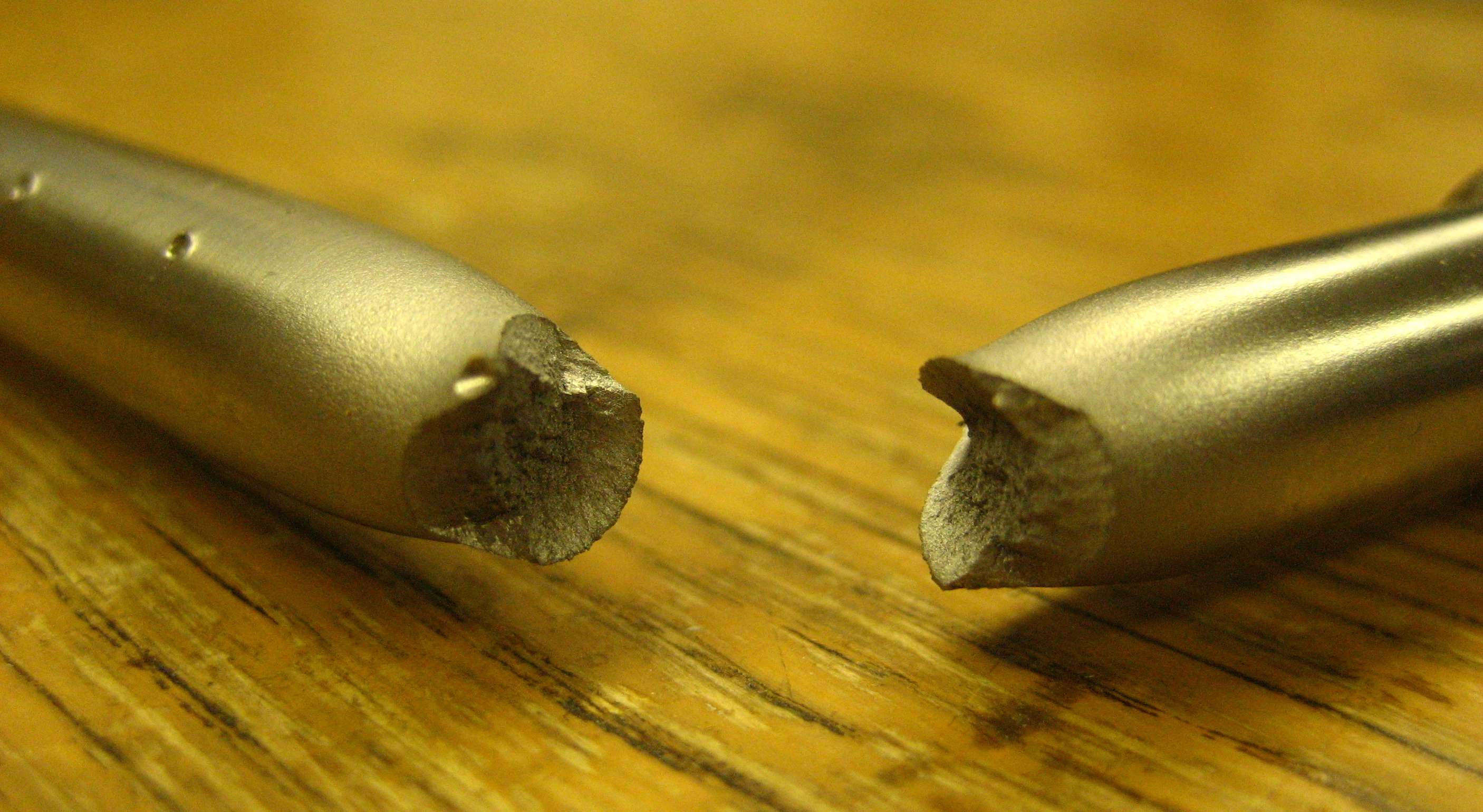

파괴(破壞, 영어: fracture)는 변형력으로 말미암아 물체나 물질을 둘 이상의 조각으로 분리하는 일을 말한다. 파괴 강도(fracture strength)는 특정 표본이 파괴를 통해 떨어지는 강도를 의미한다. 부분적으로(반 정도) 파괴된 것은 반파(半破)라고 부른다.

## 같이 보기
- 환경파괴
- 피로 (재료)

## 참조
1. ↑  Degarmo, E. Paul; Black, J T.; Kohser, Ronald A. (2003). 《Materials and Processes in Manufacturing》 9판. Wiley. 32쪽. ISBN 0-471-65653-4.